# Батији ан Гатине
Батији ан Гатине (фр. Batilly-en-Gâtinais) насеље је и општина у централној Француској у региону Центар (регион), у департману Лоаре која припада префектури Питивје.
По подацима из 2005. године у општини је живело 378 становника, а густина насељености је износила 36,6 становника/km². Општина се простире на површини од 10,32 km². Налази се на средњој надморској висини од 114 метара (максималној 120,3 m, а минималној 106 m).

## Демографија
| 1962. | 1968. | 1975. | 1982. | 1990. | 2011. |
| ----- | ----- | ----- | ----- | ----- | ----- |
| 437   | 395   | 328   | 302   | 309   | 409   |

График промене броја становника у току последњих година